# 29erXS
Le 29erXS est une classe de skiff dessinée par Julian Bethwaite.
Le 29erXS est très semblable à ses prédécesseurs, le 29er avec la coque originelle et le grand frère de la famille Niner le 29erXX. La nouvelle version présente un plus petit mât et de plus petites voiles.
Il a été présenté en avant première au fabuleux London Dinghy Show en mars 2010.

## Dimensions
- Longueur : 4,45 m (flottaison)
- Longueur Hors tout : 6,15 m
- Largeur : 1,70 m
- Bout-dehors : 1,7 m
- Poids de la coque nue : 70 kg

## Plan de voilure
- Surface de grande voile : 5,01 m2
- Surface de Foc : 2,01 m2
- Surface de Spi asymétrique : 8 m2

## Autres
- Poids idéal de l'équipage : 80-110 kg
- Rating FFV 2009 pour régate en intersérie